# Cantone di Wiltz
Il Cantone di Wiltz è un cantone del Lussemburgo nordoccidentale, compreso nel distretto di Diekirch. Confina con il cantone di Clervaux a nord, con quello di Diekirch a sudovest, con quello di Redange a sud e con la provincia belga del Lussemburgo ad ovest. 
Il capoluogo è Wiltz. La superficie è di 265 km² e la popolazione nel 2012 era di 14 129 abitanti.
Comprende 8 comuni:
- Boulaide
- Esch-sur-Sûre
- Eschweiler
- Goesdorf
- Kiischpelt
- Lac de la Haute-Sûre
- Wiltz
- Winseler